# Катастрофа Boeing 707 под Нью-Йорком
Катастрофа Boeing 707 под Нью-Йорком— крупная авиационная катастрофа, произошедшая в четверг 25 января 1990 года. Авиалайнер Boeing 707-321B авиакомпании Avianca выполнял плановый межконтинентальный рейс AVA052 по маршруту Богота—Медельин—Нью-Йорк, но при подлёте к Нью-Йорку из-за плохой погоды в аэропорту Нью-Йорка авиадиспетчер 3 раза отправлял рейс 052 на круг ожидания общей продолжительностью более 1 часа; после завершения третьего круга экипаж рейса 052 сообщил, что авиатоплива у них осталось лишь на 5 минут и они не смогут долететь до запасного аэропорта. Авиадиспетчер дал прямой заход на посадку, но из-за плохой погоды экипаж был вынужден уйти на второй круг. Во время этого ухода из-за выработки авиатоплива произошла остановка двигателей и в 25 километрах от аэропорта Нью-Йорка лайнер потерял скорость и врезался в холм в районе Ков-Нека и разрушился. Из находившихся на его борту 158 человек (149 пассажиров и 9 членов экипажа) погибли 73.

## Самолёт
Boeing 707-321B (регистрационный номер HK-2016, заводской 19276, серийный 592) был выпущен компанией «Boeing» в 1967 году (первый полёт совершил 22 июня). 30 июня того же года поступил в авиакомпанию Pan American, где он получил б/н N423PA и имя Clipper Glory of the Skies и с 27 июля начал эксплуатироваться. 25 февраля 1977 года был продан авиакомпании Avianca, в которой после перерегистрации получил бортовой номер HK-2016. Оснащён четырьмя турбовентиляторными двигателями Pratt & Whitney JT3D-3B, в авиакомпании Avianca двигатели прошли модернизацию по снижению вырабатываемого шума. В ходе проведённой в июне 1989 года проверки «C» не было выявлено никаких утечек авиатоплива или аналогичных проблем. На день катастрофы 22-летний авиалайнер налетал 61 764 часа.

## Экипаж
Самолётом управлял опытный экипаж, состав которого был таким:
- Командир воздушного судна (КВС) — 51-летний Лауреано Кавьедес Ойос (исп. Laureano Caviedes Hoyos). Очень опытный пилот, проработал в авиакомпании Avianca 27 лет и 8 месяцев (с 17 мая 1962 года). Управлял самолётами HS-748 и Boeing 727. В должности командира Boeing 707 — с июня 1987 года. Налетал 16 787 часов, 1534 из них на Boeing 707.
- Второй пилот — 28-летний Маурисио Клотц (исп. Mauricio Klotz). Опытный пилот, проработал в авиакомпании Avianca 3 года и 3 месяца (с 1 октября 1986 года). Управлял самолётом Boeing 727. В должности второго пилота Boeing 707 — с декабря 1989 года. Налетал 1837 часов, 64 из них на Boeing 707.
- Бортинженер — 44-летний Матиас Мойяно (исп. Matias Moyano). Проработал в авиакомпании Avianca 24 года и 8 месяцев (с 9 мая 1966 года). Управлял самолётом Boeing 727. В должности бортинженера Boeing 707 — с февраля 1989 года. Налетал 10 134 часа, 3077 из них на Boeing 707.

В салоне самолёта работали 6 бортпроводников:
- Альберто Контрерас (исп. Alberto Contreras), 51 год — старший бортпроводник.
- Херман Ривера (исп. German Rivera), 38 лет.
- Аманда Лус Гонсалес (исп. Amanda Luz Gonzalez), 40 лет.
- Хинет Тельес (исп. Gineth Tellez), 28 лет.
- Марта Родригес (исп. Martha Rodriguez), 32 года.
- Хайро Турко (исп. Jairo Turco).

## Хронология событий

### Предшествующие обстоятельства
Boeing 707-321B борт HK-2016 выполнял рейс AVA052 (AV052) из Боготы в Нью-Йорк. План полёта отвечал колумбийским инструкциям и сертифицирован согласно части 129 Федеральных авиационных правил для выполнения в США. Диспетчеру авиакомпании Avianca он был прислан в 06:47 по телетайпу. В 13:10, на 5 минут раньше расписания, рейс 052 вылетел из аэропорта Боготы и в 14:04 приземлился в аэропорту Медельина для дозаправки, экипаж при этом не сменялся. Всего на борту самолёта находились 158 человек — 9 членов экипажа, 122 взрослых пассажира (61 мужчина и 61 женщина), 16 детей (8 мальчиков и 8 девочек) и 11 младенцев (8 мальчиков и 3 девочки). По документам в топливные баки было залито 32 854 килограмма авиакеросина на 6 часов 8 минут полёта из следующего расчёта: 25 183 килограмма на 4 часа 40 минут полёта до аэропорта имени Джона Кеннеди, 2045 килограммов на 28 минут вероятной задержки, 3447 килограммов на 30 минут полёта и посадки в запасном аэропорту, а также 2177 килограмм на дополнительные 30 минут полёта. Исходя из этого, общий взлётный вес авиалайнера составлял 115 408 килограммов (как будет установлено впоследствии, в баки было залито 36 514 килограммов авиатоплива).
В 15:08 авиалайнер вылетел из Медельина. Согласно плану полёта, рейс 052 проследовал по океанскому маршруту над Бимини (Багамские Острова), затем направился на север к восточному побережью США. По указанию авиадиспетчера вход в воздушное пространство США был выполнен по Атлантическому маршруту 7 на Диксон (Северная Каролина), далее по воздушному реактивному коридору 174 до Норфолка (Виргиния), оттуда прямо на Си-Айл (Нью-Джерси), затем в сектор CAMRN, где рейсу 052 следовало ожидать посадки в аэропорту имени Джона Кеннеди. Эшелон полёта был указан FL370 (11 300 метров), расстояние по воздуху между аэропортом вылета и аэропортом прибытия составляло 3329 километров.
Примерно в 17:28 на эшелоне FL350 (10 650 метров) рейс AVA052 вошёл в воздушное пространство Майамского маршрутного центра УВД (ARTCC), где получил разрешение подняться до эшелона FL370 около воздушного пересечения URSUS, на котором и прошёл пересечение ADOOR. Продолжая следовать на север, рейс AVA052 три раза переходил на связь с районными диспетчерами (так, с 19:04 до 19:23 поддерживалась связь с центром Норфолк). После прохождения перекрёстка BOTON была установлена связь с Атлантик-Сити (Нью-Джерси), которая поддерживалась с 19:43 до 20:12. В третий раз связь была установлена после прохождения перекрёстка CAMRN (в 72 километрах от аэропорта назначения) и поддерживалась с 20:18 до 20:47. На протяжении этого полёта диспетчеры постепенно переводили самолёт на более низкие высоты, в результате чего к маршруту ожидания CAMRN рейс 052 подошёл на средней высоте 4230 метров над уровнем моря, затем был снижен до 3350 метров.

### В зоне ожидания
В 20:44:43 диспетчер Нью-Йоркского маршрутного центра УВД (NY ARTCC) передал рейсу 052, что ожидаемое время разрешения (EFC) 21:05; ранее экипаж уже получал время EFC 20:30 и 20:39. Радиосвязь с американскими диспетчерами вёл второй пилот, который передал: …э-э, понятно, думаю у нам нужен приоритет нашего полёта [нрзб]. Тогда диспетчер ответил: Понял. Как долго вы можете сохранять и какой у вас запасной?. В 20:46:03 второй пилот ответил: Да сэр, мы можем находиться ещё пять минут. Это всё, что мы можем сделать. Затем диспетчер спросил: Понял, какой у вас запасной?. В 20:46:13 второй пилот ответил: Э-э, мы выбрали Бостон, но, э-э, у него уже полный трафик, я думаю. Диспетчер переспросил: …повторите свой запасной аэропорт. В 20:46:24 второй пилот ответил: Это был Бостон, но мы не можем сделать этого теперь, мы, нам теперь не хватит топлива.
Диспетчер по передаче, который помогал диспетчеру Круга в NY ARTCC и контролировал радиопереговоры, в 20:46:24 связался по телефону с диспетчером в Нью-Йоркском управлении подходом (NY TRACON) и сообщил: Авианка ноль пять два, находящийся в зоне подхода CAMRN, может задержаться ещё на 5 минут. Вы в состоянии принять его или мне его направить на запасной?. Диспетчер в NY TRACON спросил: Какая у него сейчас скорость?, на что получил ответ: Э-э, я не думаю, что точно правильно могу дать вам его скорость. В 20:46:38 диспетчер в NY TRACON сообщил: Замедлите его до один восемь ноль узлов, я приму его. Он на радаре три юго-западнее CAMRN. Диспетчер по передаче ответил: Скорость один восемьдесят, радарный контакт и я направлю его на курс сорок. На это диспетчер в NY TRACON сообщил: Это хорошо, после чего в 20:46:44 данные переговоры были завершены.
Как впоследствии утверждал диспетчер передачи в NY ARTCC, в 20:46:24 при установлении связи с диспетчером подхода он не расслышал всего переданного в это время с рейса AVA052 сообщения, и поэтому и не передал, что самолёту не хватит авиатоплива долететь до запасного аэропорта. Когда в NY TRACON сообщили, что готовы принять рейс 052, диспетчер Подхода NY ARTCC передал: Авианка ноль пять два тяжёлый, следуйте к аэропорту Кеннеди, направление ноль четыре ноль, сохраняйте один один тысяча, скорость один восемь ноль. Когда второй пилот подтвердил получение информации, то далее он получил указание переходить на связь с NY TRACON. В 20:47:00, согласно данным радиолокатора, рейс AVA052 вышел из зоны ожидания CAMRN и в 20:47:21 связался с NY TRACON: …у нас есть информация АТИС, ЯНКИ, мы на один один тысяча. На это в 20:47:27 вспомогательный диспетчер ответил: Авианка ноль пять два тяжёлый, Нью-Йорк подход, спасибо. Снижайте скорость до один восемь ноль, если ещё не сделали этого. Вы можете ожидать по ИЛС на два два левая, высотомеры два девять шесть девять. Сохраняйте направление на Дир-Парк. Далее с рейса 052 были проведены обычные процедуры по снижению высоты и изменению курса, чтобы поставить его в очередь с остальными самолётами, выполнявшими подход по приборам в аэропорт имени Джона Кеннеди.
В 20:54:40 диспетчер освободил очередь для рейса AVA052: …поверните направо, правый курс направление два два ноль, мне необходимо крутануть вас, сэр. Затем в 20:56:16 диспетчер передал: Авианка ноль пять два, у меня для вас сдвиг ветра, э-э, на пятнадцать, повышение десять узлов пятнадцать сто футов, затем увеличение в десять узлов в пять сто футов, сообщено на семь двадцать семь. В 20:56:25 второй пилот подтвердил получение информации о сдвиге ветра.
В 21:02:39 рейс AVA052 получил указания по переходу на связь с финальным диспетчером NY TRACON и подтвердил их. Связь была установлена в 21:03:07 и экипаж сообщил о высоте полёта 1524 метра, на что в течение следующих 7 минут получил стандартные указания по снижению до 914 метров, затем до 610 метров. Тем временем в кабине в 21:03:46 экипаж начал обсуждать (на родном языке) процедуру ухода на второй круг при наличии в каждом топливном баке 453 и менее килограммов авиатоплива. На это второй пилот сказал, что надо постепенно увеличивать мощность, избегая рывков, и при минимальном поднятии носа.
В 21:08:34 диспетчер дал указания снижаться до 914 метров. Второй пилот подтвердил это и в 21:08:51 лайнер снизился с 1524 до 914 метров. В 21:09:21 второй пилот сказал командиру и бортинженеру, что их ставят первыми в очереди. На удивлённое восклицание КВС второй пилот ещё раз повторил своё мнение, что диспетчер ставит их вперёд, так как знает об их серьёзном положении. Командир возразил: Нет, они снижают нас, на что второй пилот ответил: Одна тысяча футов. КВС на это ответил: Ах, да, а второй пилот добавил: Они дают нам приоритет.

### Заход на посадку
По данным на 21:00, в аэропорту имени Джона Кеннеди из-за проходящего холодного фронта стояла пасмурная погода, вертикальная видимость 61 метр, горизонтальная 2,2 километра, ветер направлением 190° и скоростью 38 км/ч, атмосферное давление 754 мм рт. ст., шёл дождь и стоял туман.
В 21:11:07 диспетчер передал рейсу AVA052: …вы один пять миль от внешнего маркера, поддерживайте две тысячи, пока не выйдете на радиомаяк ИЛС два два левая. В 21:11:16 командир сказал: Выбери ИЛС на моей стороне. Второй пилот ему ответил: ИЛС под номером один — один сто десять точка девять выбран. КВС продолжил: Сделай мне закрылки 14. В 21:11:33 второй пилот сказал, что они в 20,9 километрах от внешнего маркера. В 21:11:55 диспетчер сказал рейсу AVA052 поддерживать скорость 296 км/ч, если удобно, а в 21:12:05 командир дал второму пилоту команду выпустить закрылки на 25°. В 21:15:08 диспетчер NY TRACON дал рейсу AVA052 указание: Авианка ноль пять два тяжелый, связь Кеннеди-башня один один девять точка один. Хорошего дня. С рейса 052 подтвердили получение указаний.
В 21:15:19 второй пилот перешёл на связь с Вышкой аэропорта Нью-Йорка и сообщил, что им назначена ВПП № 22L. В ответ диспетчер передал, что рейс AVA052 третий в очереди после Boeing 727, находящегося на финальном участке в 14 километров. В 21:16:19 КВС спросил второго пилота, не пора ли выпустить шасси, но тот ответил, что пока рано. В 21:17:17 диспетчер на башне аэропорта имени Джона Кеннеди спросил: Авианка ноль пять два, какая у вас скорость полёта?, второй пилот ответил: Авианка ноль пять два, один четыре ноль узлов. В 21:17:30 авиадиспетчер дал указание увеличить скорость на 18 км/ч, что второй пилот и подтвердил; КВС при этом проворчал, что сообщать стоит погромче, так как он не услышал.
В 21:18:11 второй пилот сообщил командиру, что они в 4,8 километрах от внешнего маркера. На вопрос командира, захвачен ли сигнал ИЛС, второй пилот ответил утвердительно и в 21:18:32 сообщил, что они вошли в глиссаду. Тогда КВС в 21:19:09 дал команду выпустить шасси и закрылки на 40°. На вопрос командира о проверке контрольной карты захода на посадку второй пилот в 21:19:32 ответил: Посадка проверена. В 21:19:58 диспетчер на Вышке сообщил: Авианка ноль пять два, два два левая, ветер один девять ноль около два ноль, посадка разрешена. Затем в 21:20:10 диспетчер спросил у рейса AVA052, какая у них скорость, на что второй пилот ответил: 268 км/ч.
В 21:20:17 командир скомандовал выпустить закрылки на 50° и спросил, получено ли разрешение на посадку; второй пилот ответил, что разрешение получено. В 21:20:28 второй пилот предупредил, что они несколько левее радиомаяка и ниже глиссады. В 21:20:33 бортинженер сообщил, что закрылки выпущены на 50° и карта перед посадкой выполнена. В 21:20:48 второй пилот ещё раз указал, что самолёт идёт ниже глиссады. В 21:21:07 диспетчер запросил по возможности увеличить скорость на 18 км/ч, на что второй пилот ответил, что они делают это.
В 21:22:05 авиалайнер находился в 5,1 километрах от торца ВПП № 22L, через пару секунд второй пилот сообщил, что они на высоте 305 метров над уровнем аэродрома. В 21:22:57 второй пилот сообщил о сдвиге ветра, в 21:23:08 бортинженер сказал: Глиссада. Скорость снижения. 500 футов. В это же время с 21:23:08 по 21:23:23 в кабине раздалось 11 голосовых предупреждений «WHOOP! WHOOP! PULL UP!» от системы опасного сближения с землёй (GPWS), а затем с 21:23:25 по 21:23:29 прозвучали 4 предупреждения о снижении ниже глиссады. В 21:23:23 рейс 052 был на высоте 61 метр в 2 километрах от торца взлётной полосы и левее продолжения её оси, когда КВС спросил: Эта полоса, где она?, на что второй пилот ответил, что также не видит её. В 21:23:28 командир дал команду убрать шасси.

### Повторный заход

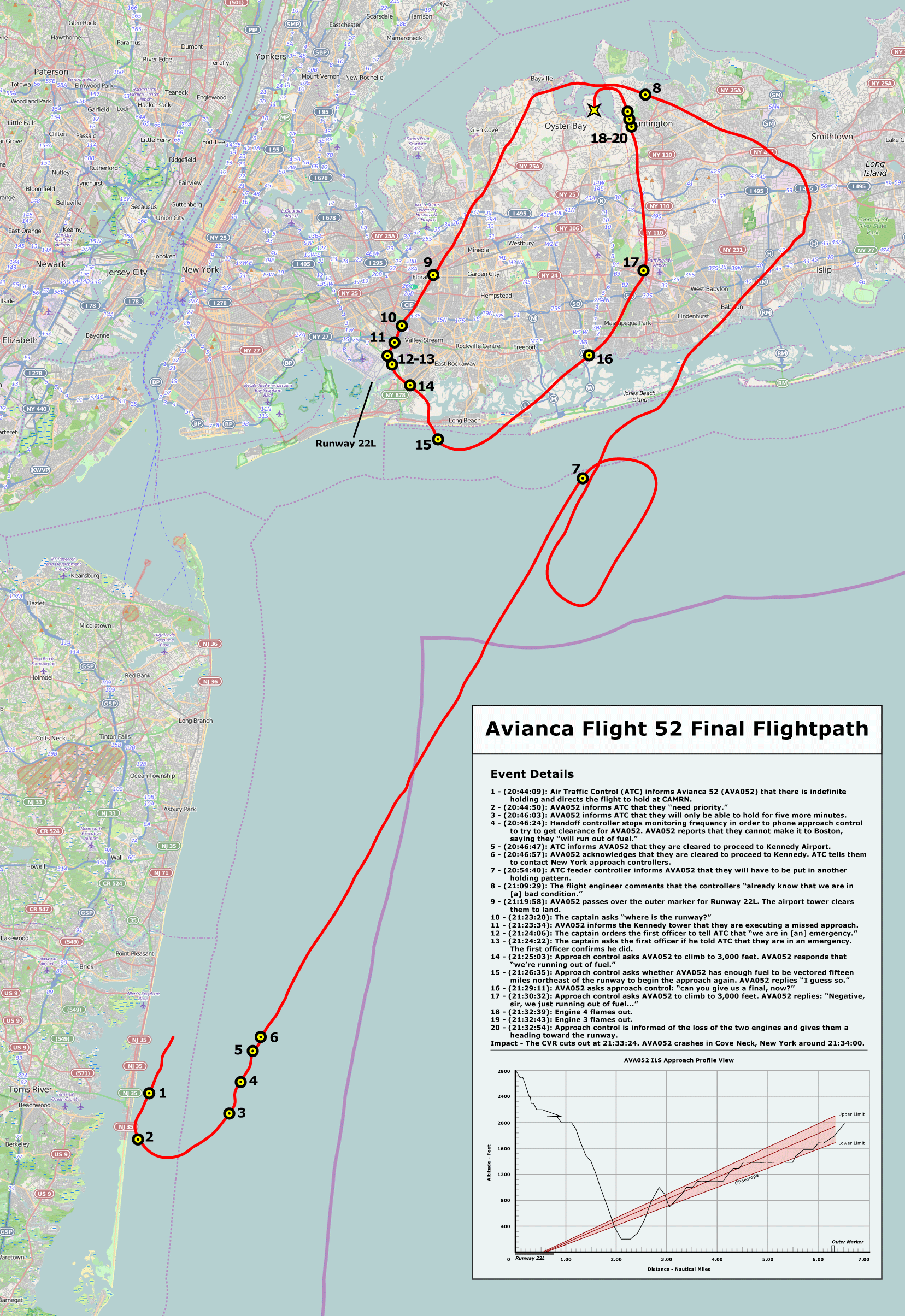
Схема полёта рейса 052

В 21:23:34 второй пилот по радиосвязи передал: Уходим на второй круг, Авианка ноль пять два. Диспетчер ответил: Авианка ноль пять два тяжелый, вас понял, э-э набирайте и сохраняйте две тысячи, поворот влево на один восемь ноль. Второй пилот ответил: Набираем и сохраняем две тысячи, курс один восемь ноль. В 21:23:54 КВС скомандовал убрать закрылки до 25°, а затем сказал, что не наблюдал полосы, на что второй пилот и бортинженер ответили, что также не видели её. В 21:24:04 диспетчер спросил: Авианка ноль пять два, уточните, сэр, вы делаете левый поворот?. Командир сказал второму пилоту, чтобы тот передал о чрезвычайной ситуации на борту, поэтому тот доложил: Поворачиваем вправо на курс один восемь ноль и мы попробуем ещё раз, у нас заканчивается топливо. На это диспетчер в 21:24:15 ответил: О’кей. На вопрос командира второму пилоту, сообщил ли он, что они объявляют чрезвычайную ситуацию, второй пилот ответил утвердительно.
В 21:24:31 КВС велел уменьшить угол закрылков, диспетчер в это же время дал указание продолжать левый поворот до курса 150° с сохранением высоты 609 метров. В 21:24:39 диспетчер вышки дал указание переходить на частоту 118.4 МГц для связи с диспетчером подхода. В 21:24:55 КВС велел установить закрылки на 15°, второй пилот в это же время переключил связь и сообщил: …подход, Авианка ноль пять, э-э, два тяжелый, мы только что ушли на второй круг и, э-э, мы сохраняем две тысячи и пять на…. В 21:25:07 диспетчер в NY TRACON сообщил: Авианка ноль пять два тяжелый, Нью-Йорк, добрый вечер. Набирайте и сохраняйте три тысячи. Командир тут же сказал второму пилоту: Предупреди его, что у нас нет топлива; второй пилот сообщил диспетчеру: Набираем и сохраняем три тысячи, и у нас кончается топливо, сэр. На вопрос командира, сообщено ли диспетчеру, что на самолёте кончается авиатопливо, второй пилот ответил: Да, сэр. Я передал о курсе сто восемьдесят и что мы сохраняем три тысячи футов, а он собирается вернуть нас.
В 21:26:27 диспетчер NY TRACON велел рейсу 052 выполнить левый поворот на курс 070° и в 21:26:35 сообщил: Авианка ноль пять тяжёлый, я собираюсь направить вас на 15 миль к северо-востоку, а затем назад в очередь захода на посадку. Это нормально для вас с вашим топливом?, на это второй пилот ответил: Думаю, что да. Спасибо вам большое. Затем в 21:29:11 второй пилот спросил диспетчера: А вы можете дать нам заход сейчас…?. В ответ диспетчер сказал: …согласен, сэр. Поворот влево, курс ноль четыре ноль. Далее в 21:30:32 диспетчер сказал: Авианка ноль пять два, набирайте и сохраняйте три тысячи, на это второй пилот ответил: Ответ отрицательный, сэр. У нас сейчас заканчивается топливо, о’кей, и мы уже на три тысячи, о’кей. Тогда диспетчер передал: О’кей, поворот налево на курс три один ноль, сэр.
В 21:30:55 КВС дал указание установить закрылки на 14°. Одновременно с ним диспетчер дал указание: Авианка пятьдесят два, следуйте курсом три шесть ноль, пожалуйста. Второй пилот сообщил командиру, что закрылки выпущены на 14°, а когда тот спросил, каким курсом следовать, то ответил, что 360°. В 21:31:01 диспетчер NY TRACON сообщил: О’кей, вы номер два в заходе на посадку. Просто я должен дать вам достаточно пространства, так как вы будете выполнять её без возможности повторного захода. В 21:31:22 КВС спросил: Три шестьдесят, нет?, на что второй пилот ответил: Три шестьдесят. В 21:32:07 рейсу AVA052 было дано указание повернуть на курс 330°.

### Катастрофа

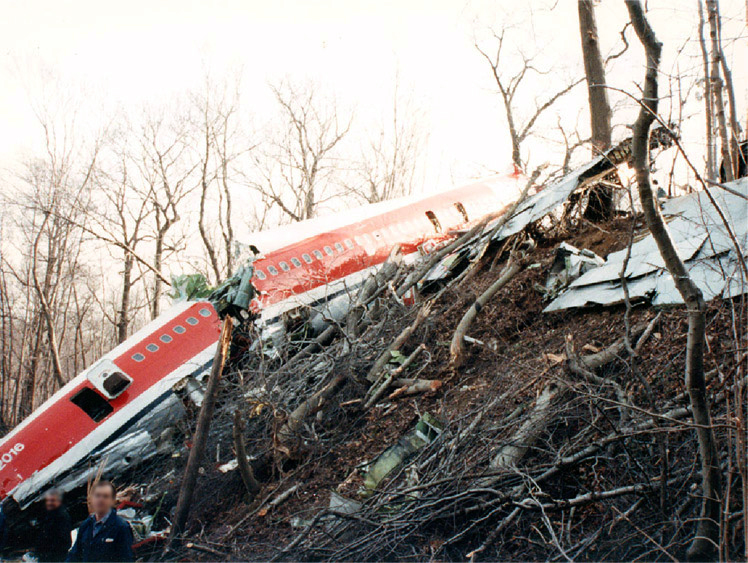
Фюзеляж рейса 052

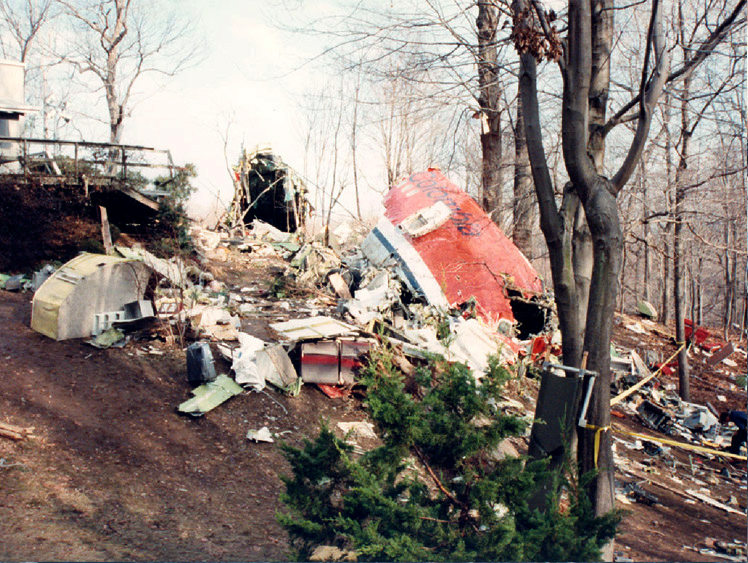
Обломки носовой части рейса 052

Диаграмма травм пассажиров рейса 052 (NTSB) в зависимости от их местонахождения (многие места не отмечены, так как пассажиры перемещались по салону и установить их точное местонахождение в момент катастрофы не представлялось возможным)

В 21:32:39 бортинженер доложил: Срыв пламени, срыв пламени в двигателе номер четыре, на это КВС сказал: Вот и срыв пламени. Затем бортинженер доложил о срыве пламени в двигателе № 3 и что далее последуют № 2 или № 1. В 21:32:49 КВС сказал: Покажите мне полосу, тогда в этот же момент второй пилот доложил диспетчеру: …мы только что потеряли два двигателя и нам необходим приоритет, пожалуйста. Авиадиспетчер дал указание поворачивать на курс 250°, они находятся в 24 километрах от внешнего маркера и посадка на ВПП № 22L разрешена. В 21:33:07 диспетчер передал: …вы в один пять миль от внешнего маркера, сохраняйте две тысячи, пока не выйдете на радиомаяк и заходите по ИЛС на два два левая. В 21:33:23 второй пилот ответил: Готово на двух. Это была последнее сообщение с рейса AVA052.
В 21:34:00 диспетчер спросил: У вас достаточно топлива, чтобы вы добрались до аэропорта?, однако ответа уже не прозвучало. В это же время лайнер с выпущенными на 14° закрылками и убранными шасси правым бортом и носовой частью врезался в склон холма крутизной 24° в лесистом жилом районе на северном берегу Лонг-Айленда. От удара фюзеляж разорвало на три части, при этом основная часть продвинулась по земле лишь на 6,5-7,5 метров, а носовая часть промчалась дальше по склону и остановилась в 27 метрах от остальных. Пожара на борту не возникло. Также был повреждён пустующий деревянный дом, который стоял на холме.
Первыми к месту катастрофы прибыли местные жители, они же по телефонам экстренной помощи сообщили о катастрофе пожарным и полиции. Спасательные службы прибыли сразу с нескольких общин, но ход работ осложнялся тем, что к месту катастрофы можно было добраться лишь по узкой дороге и далее по крутому склону, так как хвостовое оперение лайнера перекрыло другую дорогу. Последнее привело и к созданию пробок на шоссе, что также затрудняло прибытие спасателей.
В катастрофе погибли 73 человека — 8 членов экипажа (все 3 пилота и 5 бортпроводников) и 65 пассажиров. Выжили 85 человек — 1 член экипажа (старший бортпроводник Контрерас) и 84 пассажира; 81 из них получил серьёзные травмы (включая старшего бортпроводника и 8 детей), 4 получили незначительные травмы. Погибших и раненых на земле не было.

## Расследование
Расследование причин катастрофы рейса AVA052 проводил Национальный совет по безопасности на транспорте (NTSB).

### Анализ данных
В ходе расследования было установлено, что экипаж рейса 052 был достаточно квалифицированным и уже неоднократно совершал полёты в Нью-Йоркский аэропорт имени Джона Кеннеди. При расчётной продолжительности полёта 4 часа 40 минут авиатоплива в баки самолёта было залито на 6 часов 8 минут полёта, но катастрофа произошла через 6 часов 26 минут, что дало основания предполагать, что авиатоплива было залито гораздо больше — около 36 514 килограммов вместо 32 853 и рейс AVA052 имел достаточно авиатоплива, чтобы либо долететь до аэропорта назначения, либо уйти на второй круг и долететь до запасного аэропорта в Бостоне. Но к моменту получения плана полёта погода в Бостоне ухудшилась и в течение полёта снизилась ниже приборных метеоусловий. В ходе следствия были выявлены нарушения в работе авиадиспетчеров в Медельине, работе экипажа в полёте и в работе наземных диспетчеров с рейсом AVA052.
Запись параметрического самописца рейса 052 была удалена неизвестными и расследование строилось только на записи речевого самописца.

### Окончательный отчёт расследования
Окончательный отчёт расследования NTSB был опубликован 30 апреля 1991 года.
Согласно отчёту, причиной катастрофы стали многочисленные ошибки экипажа, поскольку они ни разу не сообщили диспетчеру о критическом уровне авиатоплива, как это предписано Международной ассоциацией воздушного транспорта (IATA). Важным фактором оказалось отсутствие стандартизированной терминологии для сообщения о минимальном и критичном состоянии в отношении уровня авиатоплива. Также сыграло использование слова «приоритет», значение которого звучало как критичное для испаноговорящих пилотов, но не для говорящих на английском диспетчеров. Это могло ввести в заблуждение пилотов, когда ATC подтвердило их приоритет. Также следователи NTSB выявили несколько упущений со стороны ATC, но все они были признаны несущественными; в частности, при передаче самолёта от диспетчера из Вашингтона диспетчеру аэропорта Нью-Йорка не было оговорено, что у лайнера заканчивается авиатопливо.
Также в отчёте NTSB указывалось, что, начиная со взлёта в Медельине, сопровождения рейса AVA052 диспетчерами авиакомпании Avianca не было. Вкладом в катастрофу стало то, что экипаж не смог использовать международную диспетчерскую систему для помощи в международном перелёте в условиях высокой загруженности аэропортов и при плохой погоде. Впоследствии эта катастрофа, также как и аварийная посадка A310 в Швехате, была использована как пример того, почему во всех странах сопровождение рейсов должно быть про-активным.

## Судебное разбирательство
Многие выжившие пассажиры рейса 052 были оскорблены заявлением, что Федеральная авиационная администрация США (FAA) не несёт ответственности за катастрофу.
Авиакомпания Avianca подала в суд на действия диспетчеров FAA, которые привели к недопониманию между ними и пилотами рейса 052. FAA защищалась тем, что экипаж не сообщал о нехватке авиатоплива до самого последнего момента и ни разу не сообщил оставшийся запас авиатоплива при запросах на приоритет при посадке, и тем самым диспетчеры не могли дать самолёту правильный приоритет.
После ряда обсуждений было вынесено решение, по которому США выплачивает 40 % суммы компенсаций для пассажиров рейса 052 и их семей, остальные 60 % выплачивает авиакомпания Avianca.

## Культурные аспекты
- Катастрофа рейса 052 Avianca показана во 2 сезоне канадского документального телесериала Расследования авиакатастроф в эпизоде Роковая задержка (не путать с одноимённой серией 15 сезона).
- Также она показана в американском документальном телесериале от «MSNBC» Почему разбиваются самолёты[англ.] (англ. Why Planes Crash) в серии Человеческая ошибка (англ. Human Error).
- Архивные видеозаписи с места катастрофы можно увидеть в фильме «Послезавтра» в эпизоде, где показывают самолёт, разбившийся якобы из-за турбулентности.
- Катастрофа рейса 052 упоминается в книге Малкольма Гладуэлла «Посторонние» (англ. Outliers).

### Комментарии
1. ↑  Часть 129 регулирует действия иностранных авиаперевозчиков, а также иностранных операторов зарегистрированных в США самолётов
2. ↑  Здесь и далее (по умолчанию) указано Североамериканское восточное время — EST
3. ↑  Как впоследствии показала расшифровка речевого самописца, второй пилот был единственным членом экипажа, кто общался с наземными диспетчерами. Получая указания на английском, он затем переводил их на испанский для КВС и бортинженера
4. ↑  Spin you (Крутануть вас) — нестандартный термин, означающий разворот на 360°
5. ↑  GPWS срабатывает на высоте 746—762 метра по радиовысотомеру по одному из 5 пороговых превышений:
  1. Чрезмерная скорость снижения
  2. Чрезмерная скорость приближения местности
  3. Потеря высоты при взлёте или уходе на второй круг
  4. Опасная высота над местностью при непосадочной конфигурации
  5. Предупреждение об уходе ниже глиссады